# Jáchymov
Jáchymov (deutsch Sankt Joachimsthal) ist eine Stadt in der Karlsbader Region in Tschechien. Sie ist Namensgeber für den hier im frühen 16. Jahrhundert gemünzten Joachimstaler, kurz: Taler.
Die alte Bergstadt entwickelte sich nach dem Fund beträchtlicher Silbervorkommen im Jahr 1516 sprunghaft aus einer vordem am Ort bestehenden bergmännischen Ansiedlung und stieg im 16. Jahrhundert zur bedeutendsten Bergstadt im gesamten Erzgebirge auf. Die hohen Profite aus dem Silberbergbau trugen dazu bei, dass sich in der Hochzeit des Bergbaus in der ersten Hälfte des 16. Jahrhunderts ein bedeutender Komplex einer im spätgotischen und Renaissancestil gehaltenen Stadtarchitektur herausbildete, der größtenteils bis in die Gegenwart erhalten ist.
In der Umgebung von Jáchymov existieren zudem Sachzeugen des Bergbau- und Hüttenwesens aus der Zeit des Silber- und Buntmetallbergbaus vom 16. bis ins 19. Jahrhundert sowie des Uranbergbaus im 20. Jahrhundert. Diese Sachzeugen sowie die 1992 erklärte städtische Denkmalschutzzone sind Bestandteile der „Montanen Kulturlandschaft Jáchymov“. Sie gehört zur Montanregion Erzgebirge, die 2019 in die Liste des UNESCO-Welterbes eingetragen wurde.
Zu Beginn des 20. Jahrhunderts im Zuge des Bergbaus entdeckte, radonhaltige Quellen begründeten einen bis in die Gegenwart bedeutenden Kurbetrieb sowie den Status der Stadt als ältestes Radiumsol-Heilbad der Welt.
Seit 1996 ist die Stadt Jáchymov Namensgeberin für das im dortigen Bergbaubezirk erstmals entdeckte Mineral Jáchymovit.

## Geographie

### Lage und Umgebung
Die Stadt liegt in Westböhmen am steilabfallenden Südhang des Erzgebirges, an der Staatsstraße Silnice I/25 vom Grenzübergang Oberwiesenthal–Boží Dar (Gottesgab) nach Karlsbad. Der Stadtkern erstreckt sich im tief eingeschnittenen Tal des Jáchymovský potok (Weseritz), wobei der nördliche Ortseingang auf etwa 775 m n.m. liegt, der Kurpark im Süden auf lediglich 600 m n.m.

### Stadtgliederung
Die Stadt Jáchymov besteht aus den Ortsteilen Jáchymov (Sankt Joachimsthal), Mariánská (Mariasorg), Nové Město (Neustadt), Suchá (Dürnberg) und Vršek (Werlsberg). Grundsiedlungseinheiten sind Jáchymov-Radium Palace, Jánský vrch, Klínovec (Sonnenwirbelhäuser), Mariánská, Můstek (Rauschererb), Nové Město, Panorama, Popov (Pfaffengrün), Suchá, Svornost (Einigkeit) und Vršek.
Das Stadtgebiet gliedert sich in die Katastralbezirke Jáchymov und Popov u Jáchymova.

### Nachbarorte
|                       | Boží Dar (Gottesgab)                        | Oberwiesenthal                             |
| Abertamy (Abertham)   | Kompassrose, die auf Nachbargemeinden zeigt | Loučná pod Klínovcem (Böhmisch Wiesenthal) |
| Merklín (Merkelsgrün) | Ostrov (Schlackenwerth)                     | Krásný Les (Schönwald)                     |

## Geschichte

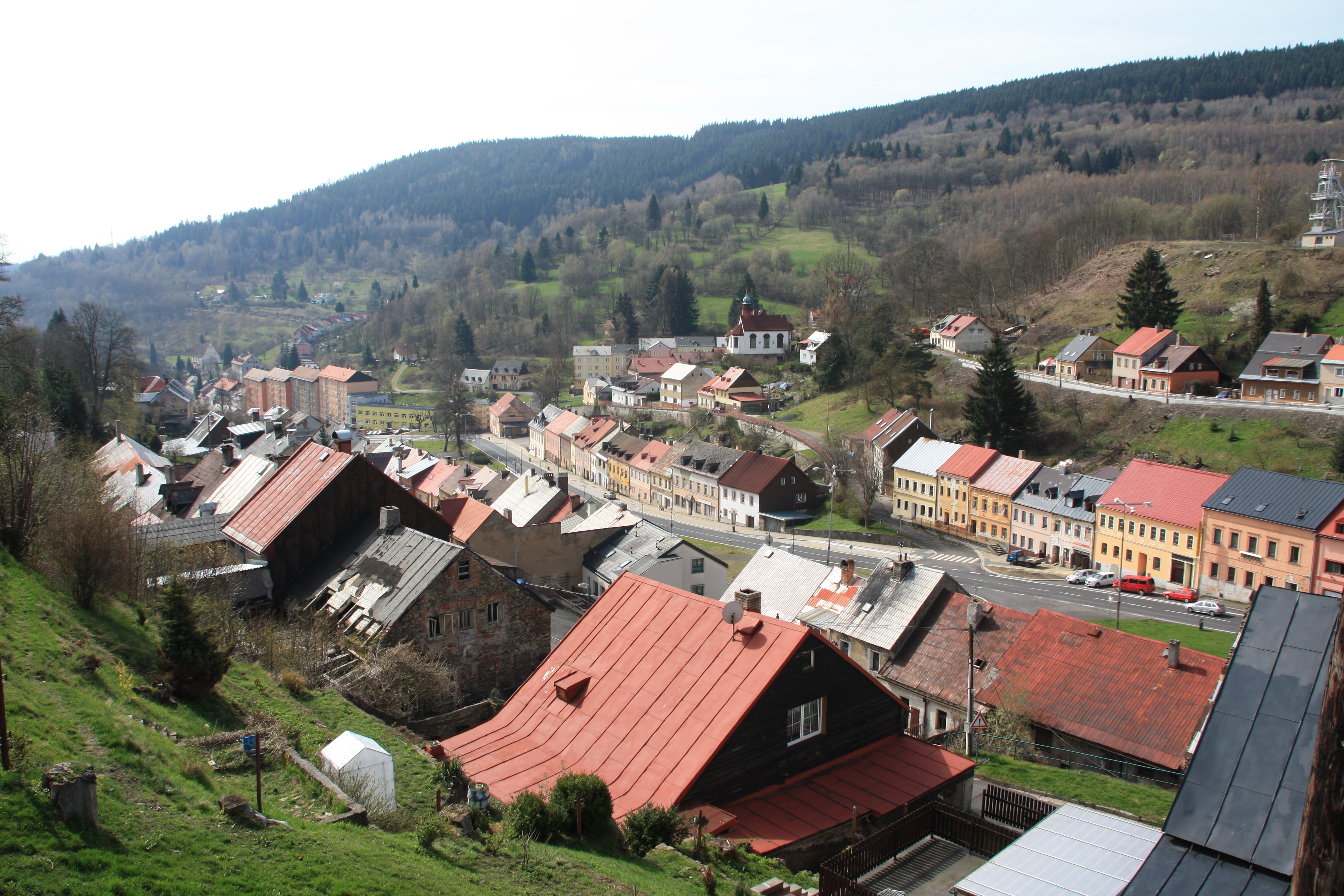
Blick über den südlichen Teil des historischen Stadtkerns

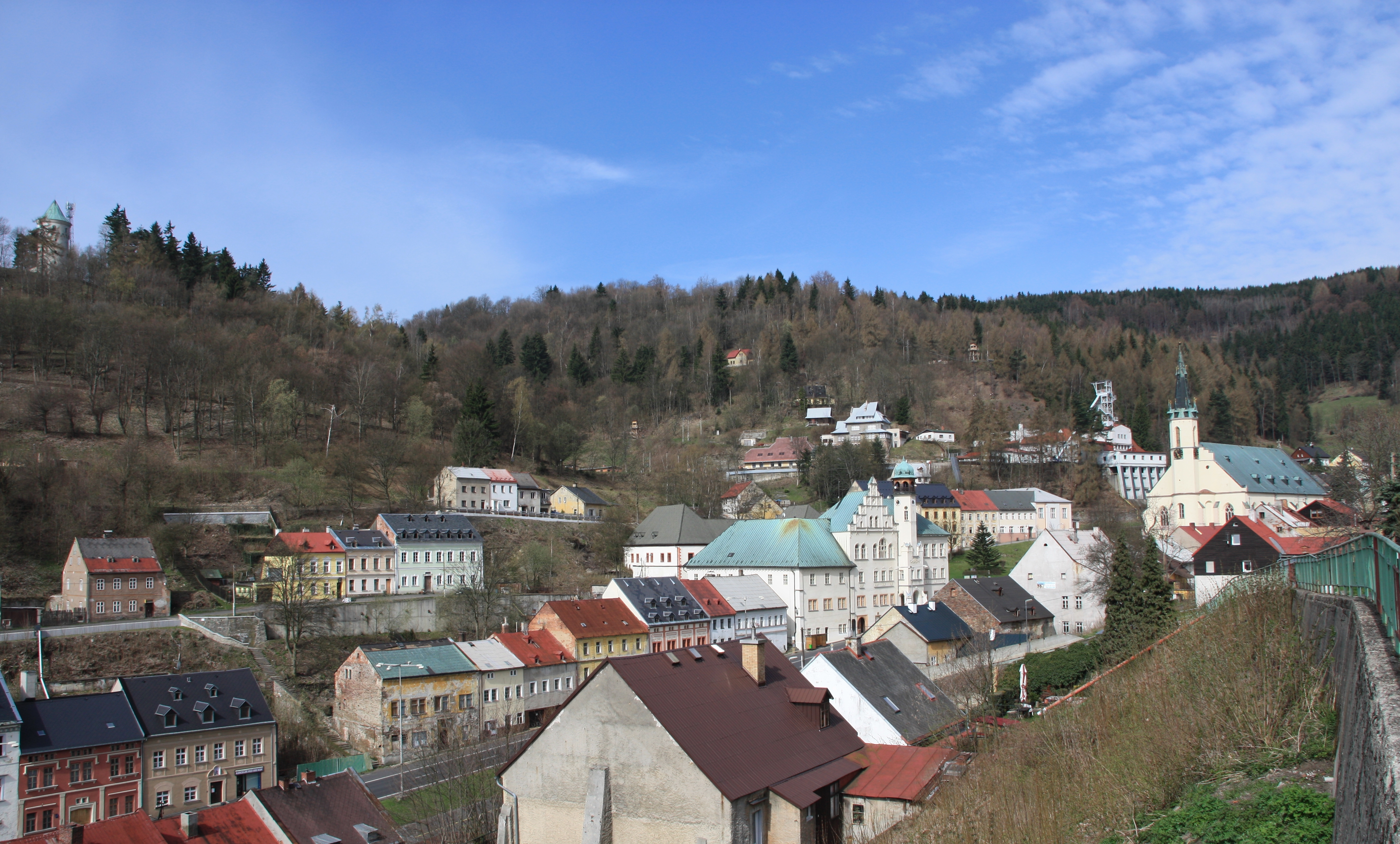
Blick über den nördlichen Teil des historischen Stadtkerns

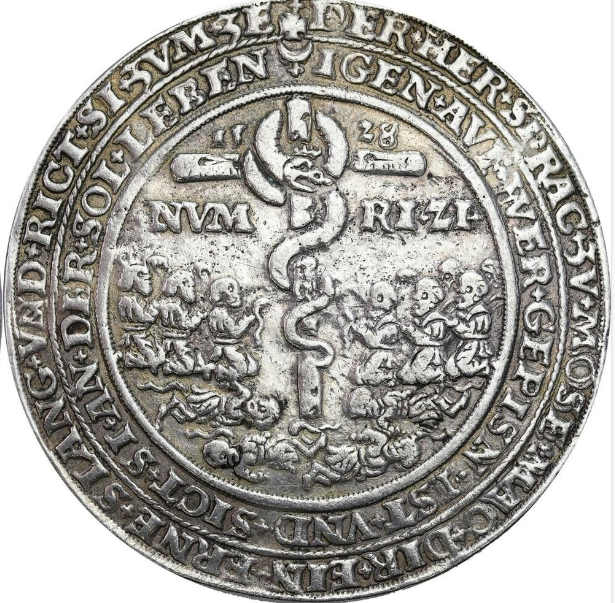
Pesttaler aus Joachimsthal von 1528

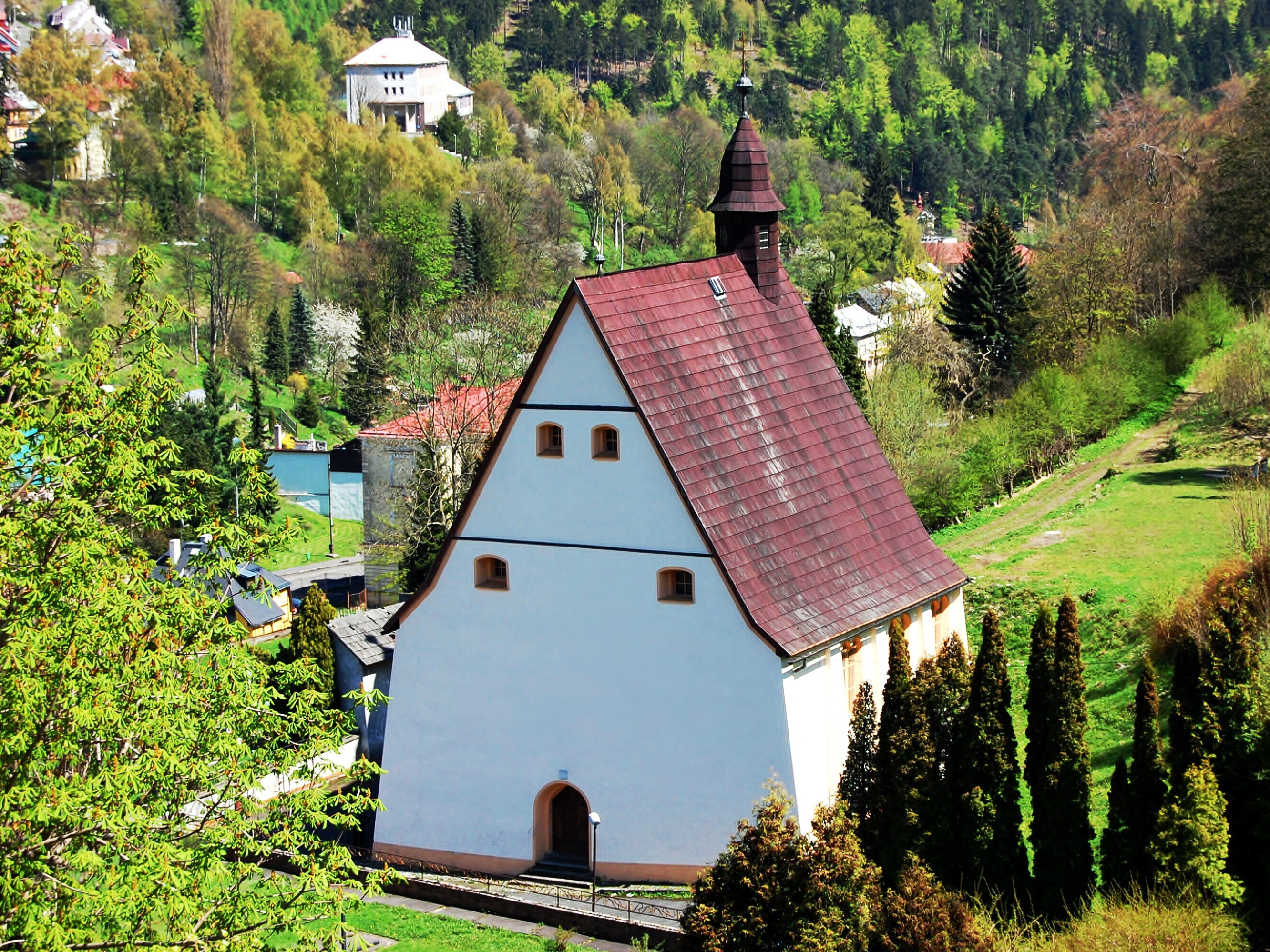
Allerheiligenkirche

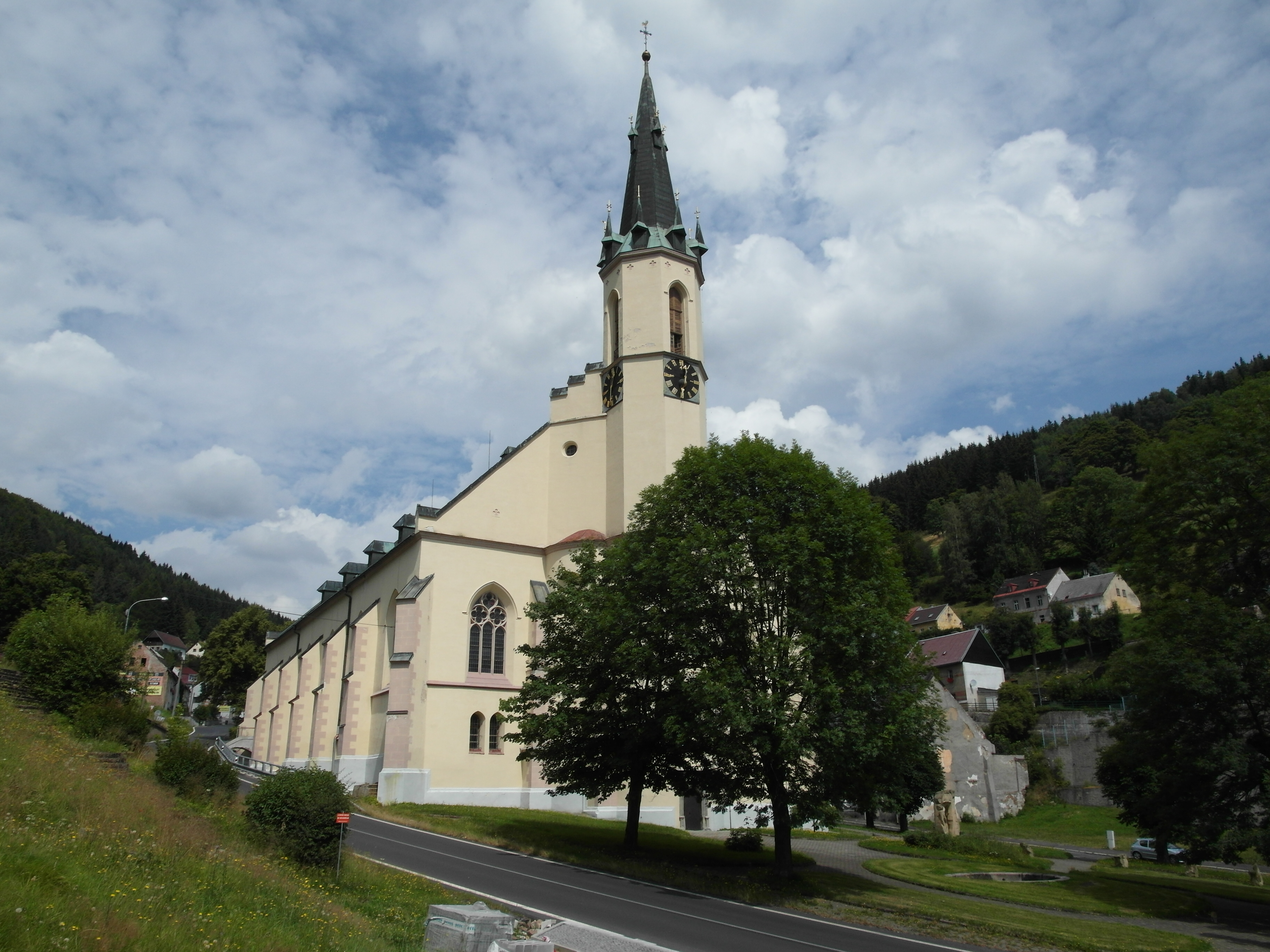
Kirche St. Joachim und St. Anna, erste lutherische Kirche Böhmens

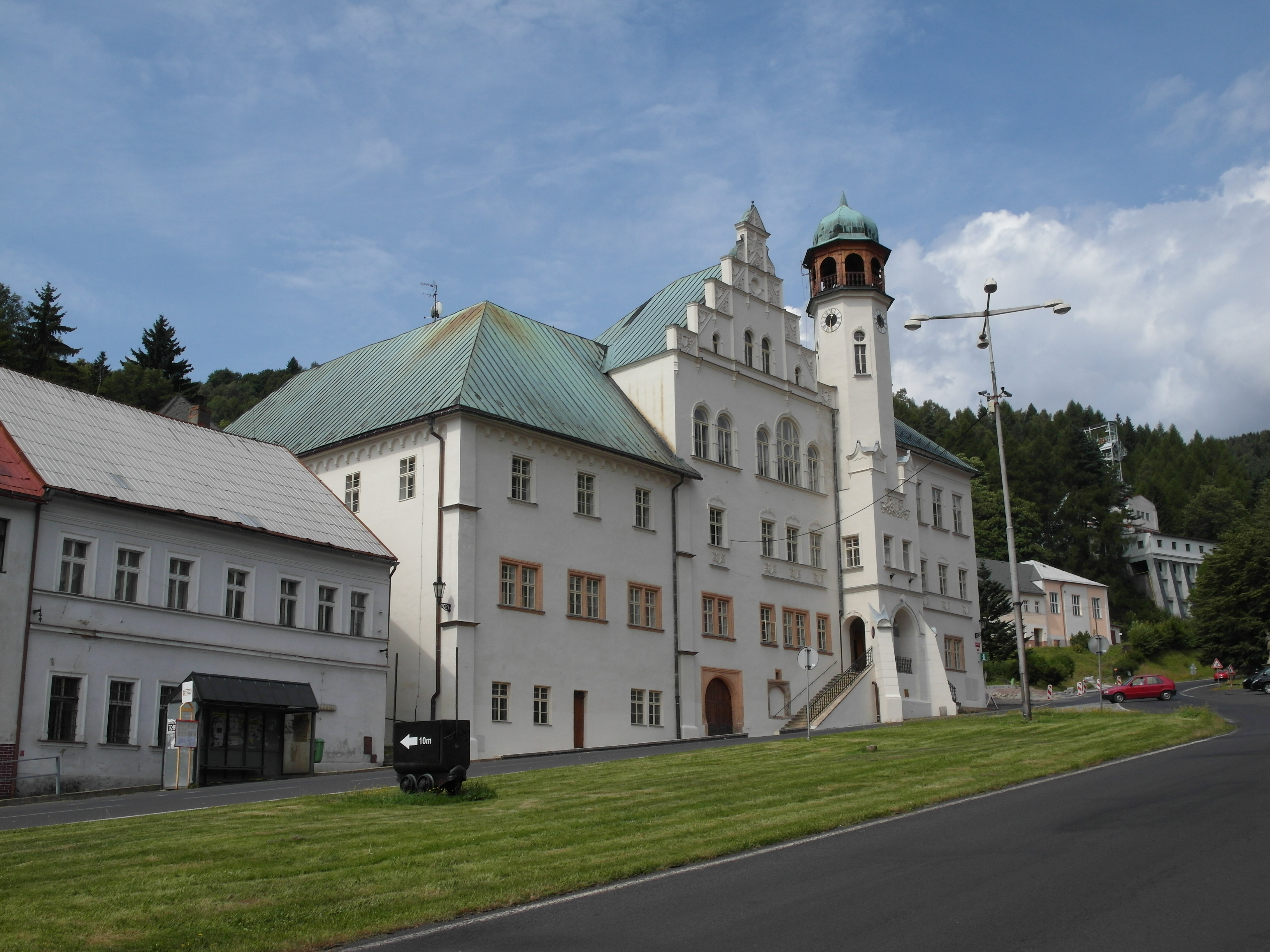
Rathaus von 1782–1784

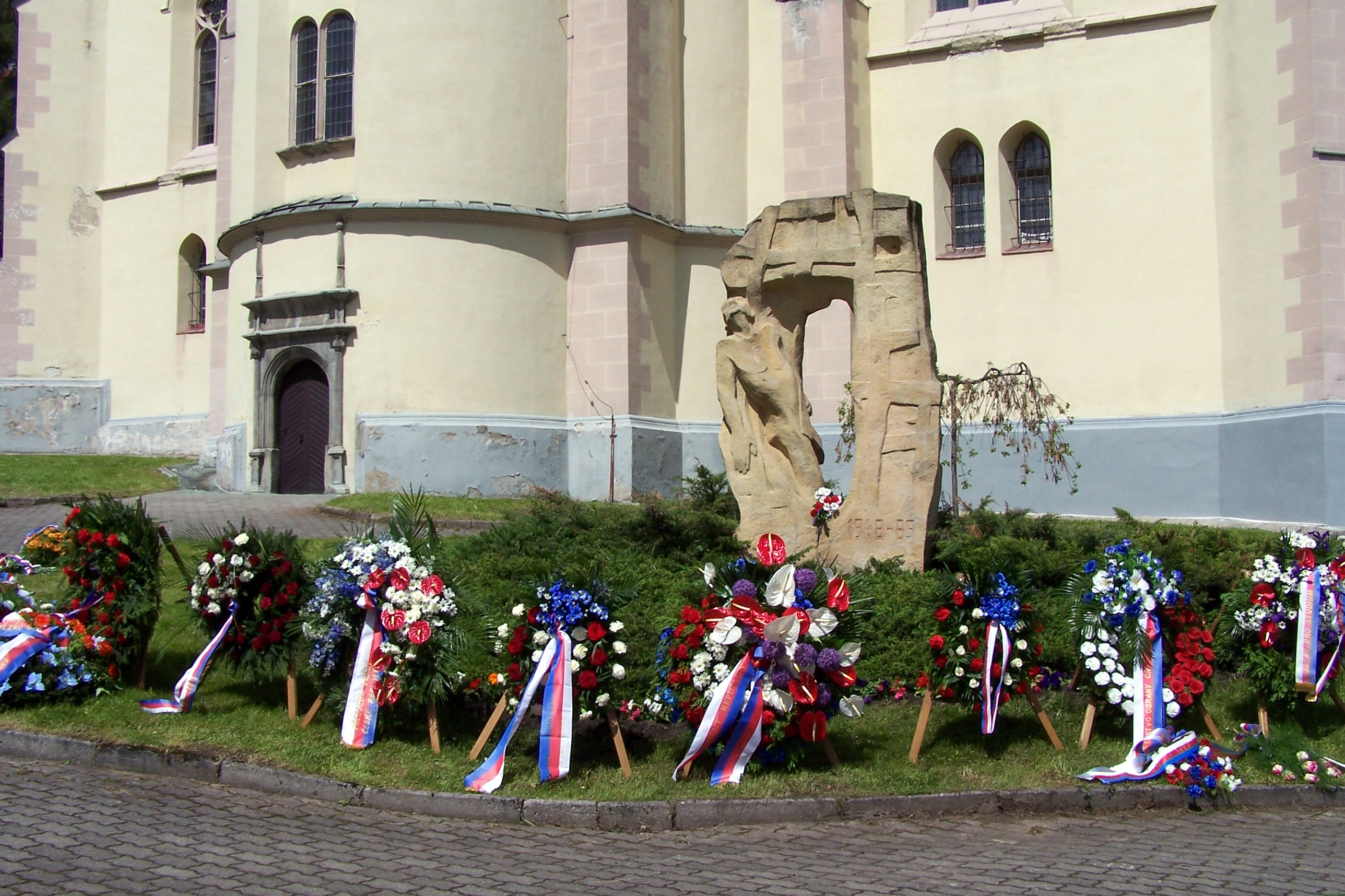
Denkmal für die Opfer der Zwangsarbeit Kreuzweg zur Freiheit

### 16. Jahrhundert
1516 wurden beim Ort Conradsgrün, wo ein unbedeutender Bergbau betrieben wurde, große Silbervorkommen entdeckt. „Bevor ist um dieses Thal große Wildnis gewesen, darin die Meißner und Schlackenwerther gebaut. An dem Platze, wo jetzt der Predigtstuhl stehet, war ein Wiesenfleck, wo mancher Bär erschossen worden – Am Brodmarkte eine Mühle und wo die beiden Wasser zusammenfließen ein Hammer. Die Gegend der Wiese hieß Konradsgrün.“ Daraufhin wurde der Ort 1517 in Anlehnung an die Bergstadt Sankt Annaberg in „Sankt Joachimsthal“ umbenannt. 1518 erschien in Leipzig die erste gedruckte eigene Bergordnung für Sankt Joachimsthal. 1520 erhielten die Grafen Schlick, deren Pfandbesitz Joachimsthal war, das Münzprivileg und Joachimsthal wurde vom böhmischen König Ludwig II. zur freien Bergstadt erhoben. Über der Stadt lag Burg Freudenstein. Die vermutlich erstmals bereits 1519 geschlagenen Joachimstaler gaben später dem Taler und dem Dollar ihren Namen.
Die reiche Ausbeute machte die Grafen Schlick zu einem der reichsten Adelsgeschlechter Böhmens. Seit 1517 hatte Graf Stefan Schlick mit seinen Brüdern das Oberregiment über das „Thal“. Er war, seit der Schlacht von Mohács 1526 vermisst, nominell bis 1528 Herr von Joachimsthal. Nach Stephans Todeserklärung bewirkte der habsburgische neue böhmische König Ferdinand die Rücknahme des unter Vorbehalt des königlichen Regals gewährten Münzprivilegs. Die Schlicks münzten in der Folge nur noch als Verweser im Namen des Königs, der Joachimstaler wurde nach 1528 nicht mehr geprägt.
Der Münzmeister Utz Gebhard war von 1527 bis 1530 in Joachimsthal tätig. Seine bekannten talerförmigen Amulettmedaillen, die Pesttaler, wurden im Talergewicht geprägt. Auch Pesttaler-Teilstücke und Pesttaler im Mehrfachtalergewicht stammen von ihm.
1533 erreichte der Silberbergbau mit 241.875 Talern seine größte Ausbeute, im folgenden Jahr hatte die Stadt 18.200 Einwohner in 1200 Wohnhäusern und über 900 Bergwerke mit ca. 100 zugehörigen Gebäuden, in denen 9200 Bergleute arbeiteten. Im Zuge dieses schnellen Wachstums war es wiederholt zu Aufständen der Bergleute gekommen, so bereits – mit friedlichem Ausgang – 1517. Ein weiterer folgte 1523. Als es zum Aufstand von Sankt Joachimsthal 1525 kam, boten die Schlicks 2500 Bewaffnete auf, um die Ordnung wiederherzustellen.
Seit 1523 hatten die Schlicks in Joachimsthal die Reformation eingeführt. Im Schmalkaldischen Krieg 1546–1547 standen sie daher auf protestantischer Seite gegen Habsburg, Joachimsthal war zeitweilig von verbündeten sächsischen Truppen besetzt. Nach der kriegsentscheidenden Schlacht bei Mühlberg verloren die Schlicks Joachimsthal an Habsburg.
Für das Jahr 1563 sind die stattlichen Zahlen von 109 Eheschließungen und 396 Kindstaufen vermerkt, dann begann mit der zunehmenden Erschöpfung der Silbervorkommen ein Niedergang der Stadt: 1584 waren nur noch 200 Bergleute im Silberbergbau beschäftigt, die Ausbeute betrug 1579 nur noch 6450 Taler.

### 17. Jahrhundert
Von 1621 an unternahmen die habsburgischen Herrscher Böhmens Versuche zur Rekatholisierung der Stadt. Bis zum Ende des Dreißigjährigen Krieges konnte sich der protestantische Glaube halten. Im März 1650 befahlen Kaiser Ferdinand III. und dessen General Martin Maximilian von der Goltz die Verlegung des Dragonerregiments La Cron nach Joachimsthal. Gleichzeitig traf aus der böhmischen Hofkanzlei in Prag die schriftliche Aufforderung ein, dass die Bevölkerung entweder zum Katholizismus konvertieren oder das Land verlassen solle. Unter den Bewohnern brach die Angst aus, dass die Soldaten ihre religiöse Konversion militärisch erzwingen sollten. Als die Soldaten unter Oberst Jan van der Croon am 17. April 1650 eintrafen, war ein Großteil der Joachimsthaler unter Mitnahme ihrer beweglichen Güter geflohen und hatte alle Lebensmittel aus dem Ort und der Umgebung weggeschafft. Die geflohenen protestantischen Bürger und Bergleute beharrten auf ihrer Religionsfreiheit und ließen sich von Rückkehraufforderungen nicht umstimmen. Sie siedelten sich vor allem im Kurfürstentum Sachsen rund um das nahegelegene Oberwiesenthal an.

### 19. Jahrhundert
Im 19. Jahrhundert war die Stadt Sitz einer Bezirkshauptmannschaft, eines Bezirksgerichts und einer Berg- und Hüttenverwaltung. Der Bergbau wurde teils von staatseigenen, teils von privaten Firmen betrieben. Man gewann neben Silber (1885: 227 Zentner) auch Nickel, Wismut und Pechblende.
Die Förderung abbauwürdiger Erze war rückläufig. Mitte des 19. Jahrhunderts hatte die Oberste Montanverwaltung in Wien die Absicht, Gruben und das zugehörige Hüttenwerk im Ort auch weiterhin in Betrieb zu halten, um der Bevölkerung Verdienstmöglichkeiten zu sichern. Die Bestrebungen gingen dahin, eine Verwertungsmöglichkeit für die bis dahin nur begleitend anfallende Pechblende zu finden. Im Jahr 1852 wurde der Chemiker und Montanwissenschaftler Adolf Patera beauftragt, Versuche zur Verbesserung bestehender Methoden zur Erzaufbereitung anzustellen und neue Verfahren zu entwickeln. Ein Ergebnis davon war die Möglichkeit der Gewinnung von Uranfarben aus Pechblende.
Patera erkannte, dass Uranverbindungen in der Glas- und Porzellanindustrie finanziell gewinnbringend verwendbar waren. Die Verbesserung des Herstellungsverfahrens durch seine Versuchsergebnisse leitete eine Wende ein und  1853 begann in der Grube Einigkeit der planmäßige Abbau von Uranerz für die Farbenherstellung.
Im Jahr 1856 wurde im Hüttenwerk eine Uranfarbenfabrik eingerichtet, die bis zum Ende des Ersten Weltkrieges der staatlichen Montanverwaltung in Wien unterstand. Diese versorgte die weltweite Glas- und Keramikindustrie mit zur Glasfärbung bzw. Bemalung und Beschriftung notwendigen braunschwarzfärbenden Uranverbindungen. Ab dem Jahr 1907 wurden aus den praktisch uranfreien Laugerzrückständen Radiumverbindungen für wissenschaftliche und medizinische Zwecke hergestellt.
In der k.k. Tabakfabrik waren 1000 Arbeiterinnen beschäftigt. Daneben gab es Handschuhmacherei, Korkstöpselfabrikation sowie Spitzenklöppelei. Am 31. März 1873 brannte die Stadt fast gänzlich ab.
Am 4. September 1898 gestattete der Kaiser von Österreich der Stadt Joachimsthal, den Titel „Kaiserliche königliche freie Bergstadt Sanct Joachimsthal“ amtlich zu führen, was der Statthalter Karl Graf Coudenhove am 23. September 1898 bekannt gab.
Am 21. Dezember 1898 entdeckte Marie Curie zusammen mit ihrem Ehemann Pierre Curie im Joachimsthaler Uranerz das Element Radium, wofür sie 1903 den Nobelpreis erhielten.

### 20. Jahrhundert
Nach dem Ersten Weltkrieg wurde Joachimsthal 1919 Teil der neu geschaffenen Tschechoslowakei. Im Oktober 1938 wurde der Ort von deutschen Truppen besetzt und anschließend als Teil des Sudetenlands entsprechend dem Münchner Abkommen in das Deutsche Reich eingegliedert. Unter dem Namen Radiumbad St. Joachimsthal gehörte die Stadt bis 1945 zum Landkreis Sankt Joachimsthal im Regierungsbezirk Eger im Reichsgau Sudetenland. Örtliches Uran wurde – neben jenem welches man in Belgien 1940 gestohlen hatte (ursprünglich stammte dieser „belgische“ Vorrat aus Belgisch-Kongo) – mit dem Uranverein bei den erfolglosen Versuchen verwendet, eine „Uranmaschine“ bzw. später eine Atombombe zu bauen.
Am 1. Dezember 1930 hatte die Stadt Sankt Joachimsthal 7316 Einwohner (davon 445 Tschechen), am 17. Mai 1939 noch 6388 und am 22. Mai 1947 waren es 6806 Bewohner.
Vertreibung
1945 erfolgte die Vertreibung (Odsun) der Deutschböhmen aus Joachimsthal. Ihr Vermögen wurde durch das Beneš-Dekret 108 konfisziert, das Vermögen der evangelischen Kirche durch das Beneš-Dekret 131 liquidiert und die katholischen Kirchen enteignet.
Zwangsarbeit
Während des Zweiten Weltkriegs bestand dort ein deutsches Arbeitslager für russische und französische Kriegsgefangene, die in der Grube Einigkeit arbeiteten. Nach dem Krieg begann das tschechoslowakische Bergbauunternehmen Jáchymovské Doly (JD) mit der Erkundung und dem Abbau von Uranerzen in Jáchymov und Umgebung. Zweck war die Urangewinnung für das sowjetische Atombombenprojekt und die entstehende sowjetische Atomindustrie. Das Grubengebiet von Jáchymov wurde zum Sperrgebiet erklärt. Als Arbeitskräfte dienten Zwangsarbeiter. Zunächst waren dies deutsche Kriegsgefangene und nichtvertriebene Einwohner, nach dem Februarumsturz von 1948 politische Häftlinge, inhaftiert durch das Regime der KP der Tschechoslowakei, sowie zwangsverpflichtete Zivilarbeiter. Zur Unterbringung dieser Arbeiter wurden im Gebiet mehrere tschechoslowakische „Gulags“ errichtet. Mit knapp 50.000, darunter über 10.000 politischen Häftlingen, erreichten die 18 Lager um 1955 ihre höchste Belegungszahl. Insgesamt durchliefen die Lager rund 100.000 politische Häftlinge und über 250.000 Zwangsverpflichtete. Vermutlich hat etwa die Hälfte von ihnen die Bergarbeit nicht überlebt. 1964 wurde der Uranabbau eingestellt.

### Demographie
Bis 1945 war Sankt Joachimsthal überwiegend von Deutschböhmen besiedelt, die vertrieben wurden.
| Jahr | Einwohner | Anmerkungen |
| ---- | --------- | --- |
| 1520 | 05.000    | [ 22 ] |
| 1526 | 15.000    | [ 22 ] |
| 1533 | 18.000    | [ 22 ] |
| 1600 | 03.000    | [ 22 ] |
| 1783 | 0 k. A.   | 617 Häuser |
| 1830 | 04.371    | in 576 Häusern |
| 1846 | 04.740    | deutsche Einwohner in 582 Häusern |
| 1857 | 05.641    | am 31. Oktober |
| 1890 | 07.046    | in 762 Häusern, davon 7025 Einwohner mit deutscher und zwölf mit tschechischer Umgangssprache (7014 Katholiken, 22 Evangelische, acht Israeliten und zwei Sonstige) |
| 1900 | 05.953    | als Gemeinde 7358 deutsche Einwohner. |
| 1913 | 07.545    | in 866 Häusern, davon 7463 Einwohner mit deutscher und vier mit tschechischer Umgangssprache                                                                        |
| 1921 | 07.092    | davon 6821 (97 %) Deutsche |
| 1930 | 07.216    | davon 445 (6 %) Tschechen |

| Jahr      | 2004 1 | 2007 1 | 2011 1 | 2014 1 | 2018  | 2019  |
| Einwohner | 3.001  | 2.964  | 2.891  | 2.734  | 2.549 | 2.511 |

## Politik

### Wappen
Das Stadtwappen wurde verliehen zu Regensburg von Kaiser Ferdinand am 15. Juli 1546.

„Ein Schild in 4 gleiche Teile geteilt; der obere linke und untere rechte diagonal in 2 Teile geteilt, die unteren gelb oder gold und die oberen rot oder rubin Farb, darinnen erscheint ein Löwe mit doppelter Schwanz und roten ausgeschlagenen Zungen, habend auf seinem Kopf eine gelbe oder goldfarbene königliche Krone. In den zwei anderen Teilen des Schild ganz flab oder Lazurfarb, zwei gespitzte Berg oder Felsen, inzwischen erscheinend eine gelbe Göpel mit einem gespitzen Dach. Im Kreuz des quartierten Schilds des Haus Österreich Schild, im ganzen Schild kreuzweisse 2 Berghammer. Hinter dem Schild, mit ihren Händen haltend, St.Joachim und St.Anna-Bildniss in ihrer Kleidung.“

### Städtepartnerschaften
- Schneeberg (Erzgebirge), Städtefreundschaft, seit 28. April 2017[32]

## Heilbad

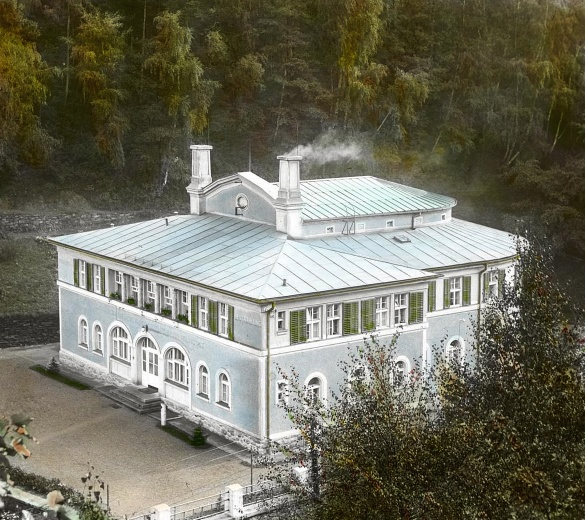
Kolorierte Ansicht des Kurbades um die Wende zum 20. Jahrhundert.

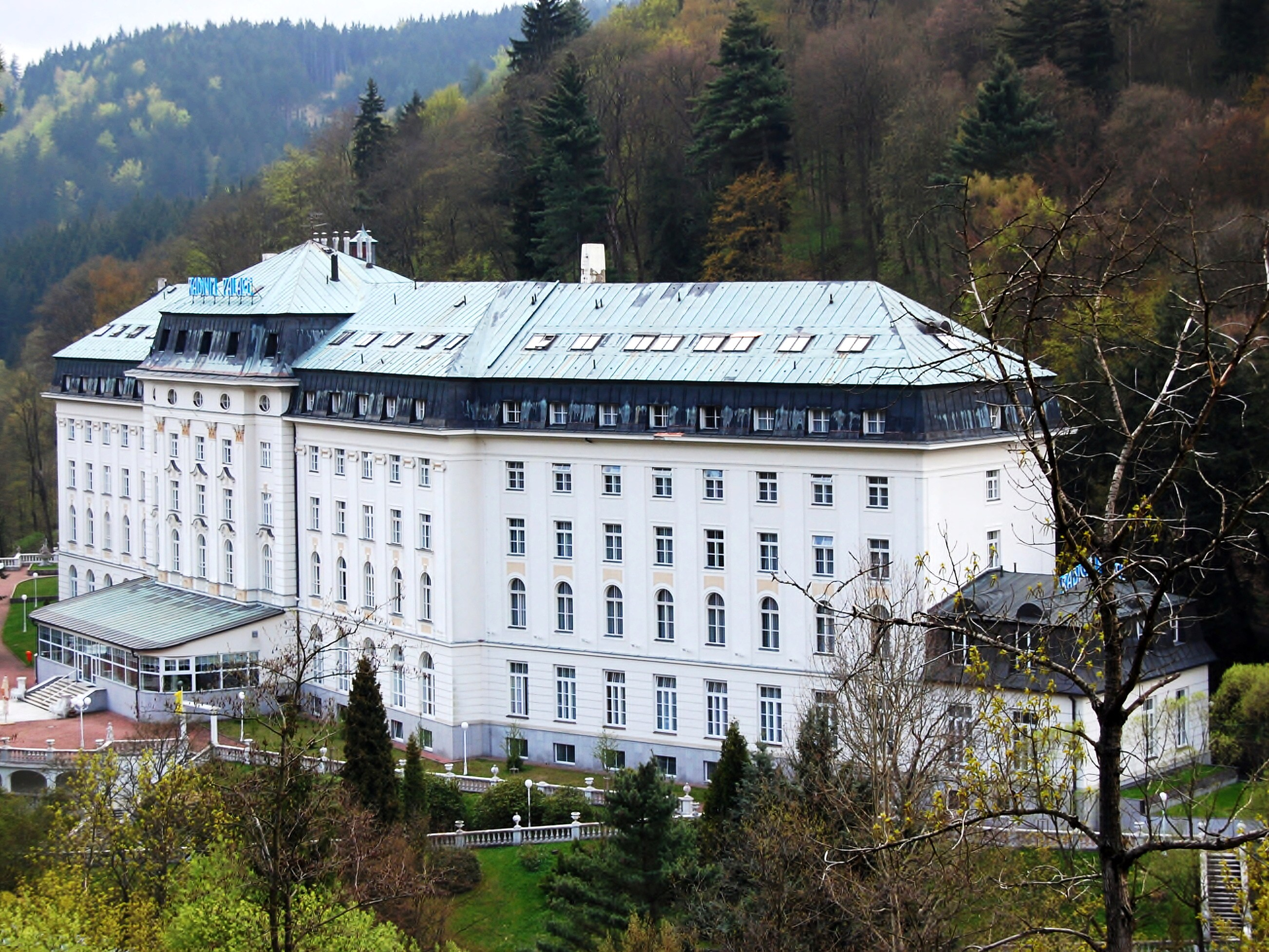
Kurhotel Radium Palace

Zu Beginn des 20. Jahrhunderts bei der Behandlung von Hautkrankheiten erfolgreich angewandte radioaktive Präparate führten seitens der Medizin zu einem starken Interesse für Radium, was wiederum verstärktes Interesse an Untersuchungen zur Radioaktivität von Erdboden, Luft, Regen und insbesondere Grund- und Oberflächenwasser nach sich zog. So führte die Erkenntnis, dass der Kurort Bad Gastein stark radioaktives Wasser besitzt, zu einem regelrechten Boom in der Suche nach diesen Wässern. Der Nutzen radioaktiver Bäder verstärkte in der Öffentlichkeit den Glauben an Radium als Rettung von jeglicher Krankheit. Auch die westböhmischen Kurorte, gelegen in einem Gebiet mit starker terrestrischer Strahlung, rückten in den Fokus. Zu Beginn des Januars 1905 wurden die Grubenwässer in Joachimsthal untersucht.
Im März 1906 besuchte der Joachimsthaler Bezirksarzt Gottlieb mit einer Delegation der Stadtverwaltung das zuständige Ackerbau-Ministerium in Wien und trug dort die Forderung nach einer weiterhin kostenlosen Bereitstellung von Grubenwasser für die von ihm angebotenen Bäder vor. Außerdem wurden noch nicht eindeutige Überlegungen über eine Badeeinrichtung, zu realisieren aus seinen eigenen sowie Mitteln der Stadtverwaltung, vorgetragen. Zudem gab es einen weiteren privaten Interessenten, der eine Kurbadeanstalt errichten wollte, und auch seitens des Ministeriums selbst gab es Überlegungen dazu. Der Kurbetrieb begann 1906 mit ersten privaten Anstalten, später übernahm der Staat die Hauptrolle. Das 1912 eröffnete Kurhotel Radium Palace galt als erstes Radium-Kurhotel der Welt.
Es werden hauptsächlich entzündliche Krankheiten des Bewegungsapparates sowie Krankheiten des peripheren Nervensystems behandelt. Dazu gehören u. a. rheumatische Arthritis, Reiterkrankheit, degenerative Zustände nach Entzündungskrankheiten der Gliedmaßen, Weichteilrheumatismus, Neuralgien und Neuritiden bei rheumatischen Erkrankungen.
Als Heilmittel dienen radonhaltige Grubenwässer aus dem ehemaligen Uranerzbergwerk Důl Svornost (Grube Einigkeit), Naturgas und Moor. Um den Therapieeffekt zu optimieren, werden bestimmte Heilverfahren angewendet: Thermalbäder mit Radongehalt, Curie-Therapie (sogenannte Joachimsthaler Schachteln), Röntgentherapie, Krankengymnastik, Hydro- und Physiotherapie, Akupunktur und Akupressur.
Für Personen mit akuten Infektionen, Herz- und Atembeschwerden sowie schwer einstellbarem Diabetes mellitus, für schwangere Frauen sowie Kinder und Jugendliche unter 18 Jahren ist diese Form der Therapie ungeeignet.

## Kultur und Sehenswürdigkeiten

### Museen
- Královská mincovna Jáchymov mit der königlichen Münze.

### Sehenswürdigkeiten

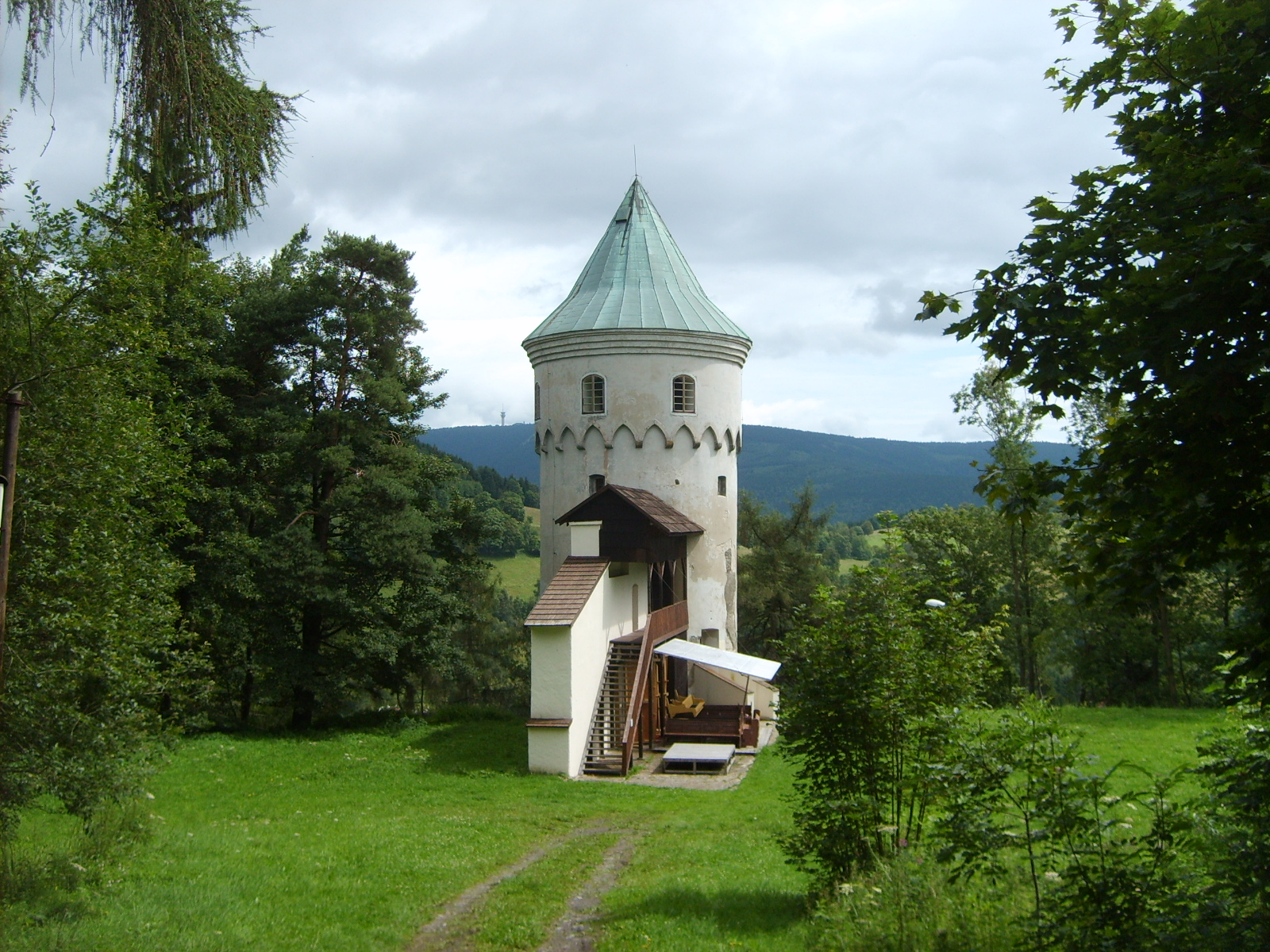
Erhaltener Batterieturm (Schlickturm) und Mauerrest der Burg Freudenstein

Der historische Kern Jáchymovs wurde 1992 zur Denkmalschutzzone erklärt. Zu den wertvollsten Baudenkmälern gehören die Allerheiligenkirche aus dem Jahr 1516, die Kirche St. Joachim und St. Anna, die in den Jahren 1534 bis 1540 als erste protestantische Kirche Böhmens errichtet wurde, die Königliche Münze, das 1782–1784 errichtete Rathaus sowie eine Reihe imposanter Bürgerhäuser. Ein Kreuzweg zur Freiheit (Jáchymov) erinnert an die Opfer des kommunistischen Terrors. Dort beginnt ein 8,5 km langer Lehrpfad mit 12 Stationen zur Geschichte des Uranbergbaus zwischen 1949 und 1964.
Westlich des oberen Stadtkerns zeugen zwei erhaltene Türme von der Burg Freudenstein, ehemals Residenz- und Verwaltungssitz der Grafen Schlick.
Ebenfalls westlich des oberen Stadtkerns befindet sich das aufgelassene Silber- und Uranerzbergwerk Grube Einigkeit (tschechisch Důl Svornost). Die Kurbetriebsgesellschaft als Eigentümer und Betreiber ermöglicht in unregelmäßigen Abständen eine Besichtigung.
In unmittelbarer Nähe zum Förderturm der Einigkeit-Grube (Důl Svornost) befindet sich der Stollen Nr. 1 (Štola č. 1), der seit 2008 als Schaubergwerk zugängig ist. Einigkeit-Grube und Stollen Nr. 1 sind seit 2019 als Teil des Weltkulturerbes Montanregion Erzgebirge anerkannt.

## Verkehr

Bahnhof Joachimsthal (1896)

Von 1896 bis 1957 besaß die Stadt durch die Lokalbahn Schlackenwerth–Joachimsthal einen Bahnanschluss.
Aus dem Weseritztal führt ein Sessellift zum 1244 m hohen Klínovec (Keilberg) hinauf.
MHD Jáchymov betreibt mit Minibussen den Stadtverkehr.